# 巴黎老佛爺百貨公司

老佛爺百貨舊標誌

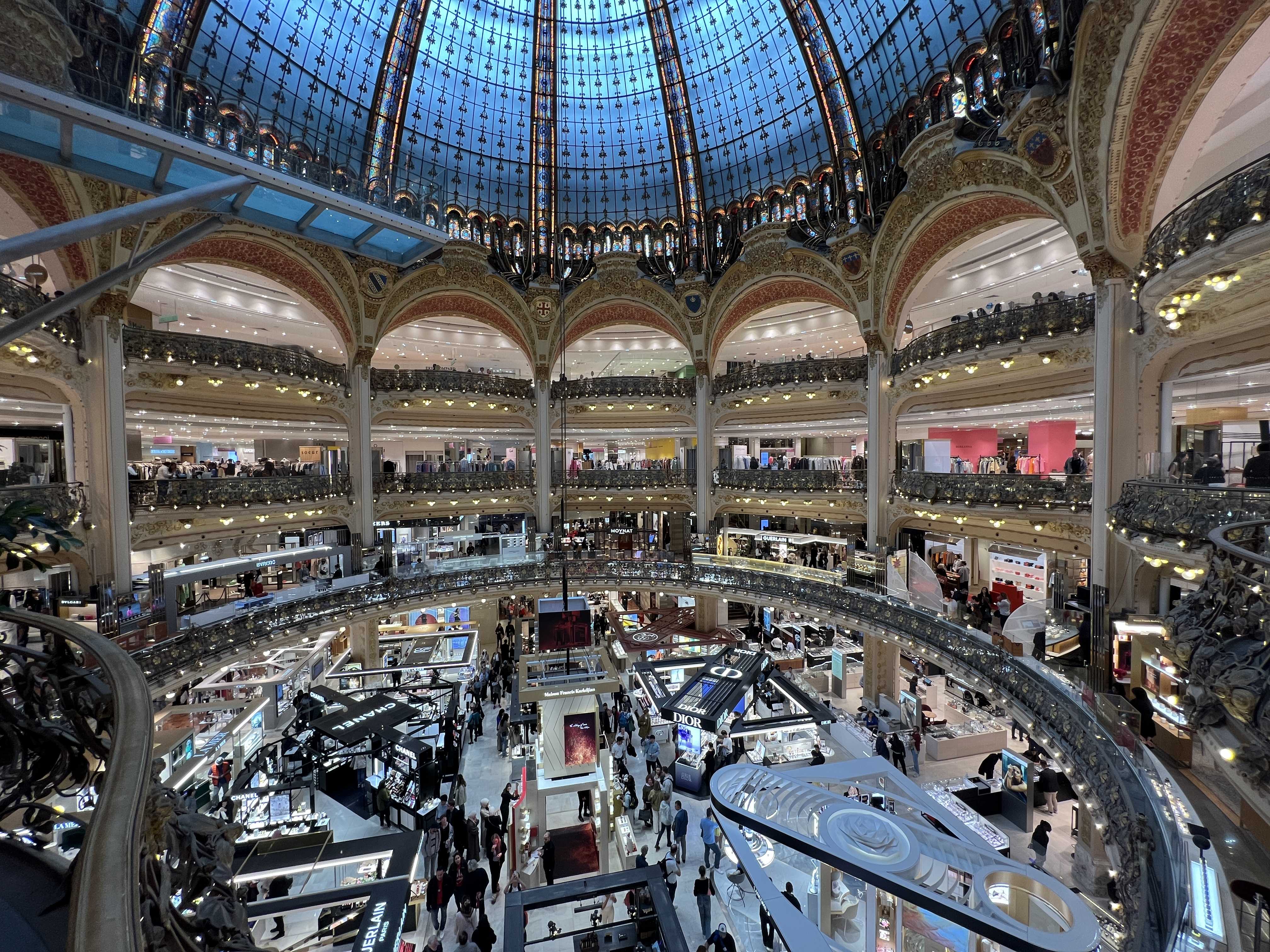
巴黎拉法葉百貨內部

拉法葉百貨公司，正式名稱老佛爺百貨公司奧斯曼店（法語：Galeries Lafayette Haussmann），是法國連鎖百貨公司老佛爺百貨的總店，位於巴黎奥斯曼大道40號，毗鄰巴黎歌劇院。這家時尚旗艦店佔地7萬平方米，為顧客們提供了從大眾品牌到最高端奢侈品牌的選擇。除此之外，其新藝術風格的建築、以及可俯瞰巴黎全景的天台，使其成為巴黎最具人氣的旅遊景點之一。

## 歷史

### 商場起源
1893年，法國商人泰奧菲爾·巴德和他的表弟阿方斯·卡恩在巴黎拉法葉路和紹塞-昂坦路的拐角處，開设了一家70平方米的百貨商店 ，專營新穎時尚的禮品。
兩兄弟最初在投資時多少帶著一點賭博的心態，但位於巴黎中心地帶，靠近巴黎歌劇院、格蘭大道和圣拉扎尔车站的絕佳地理位置，很快就吸引了不少上班族和資產階級前來光顧，為商店帶來了可觀的客流量，也註定了商鋪的成功。
1896年，巴德買下拉法葉路1號整棟大廈，隨後在1903年繼續擴張商場的面積。而奧斯曼大道38、40和42號，以及紹塞-昂坦路15號，也都相繼被老佛爺百貨納入旗下。另外，他還委託了著名建築師喬治·瑟當和他的徒弟費迪南·香儂負責了奧斯曼大道的規劃整修。

### 建築歷程
這一整修工程於1907年竣工。然而直到1912年，當喬治·瑟當的徒弟費迪南·香儂建造了著名的圓頂之後，整個建築才最終跨入了全新的境界。
這一高達43米的圓頂，以其由玻璃工藝大師雅克·格魯伯設計的新拜占庭風格彩繪玻璃窗，而成為老佛爺百貨的經典象徵。在1912年10月的開幕典禮上，這座旗艦店正式亮相巴黎。
不僅如此，費迪南·香儂還從引領了法國新藝術風格運動的南錫藝術學校中，挑選了一些藝術家共同參與老佛爺百貨的裝潢工程。值得一提的是，不僅陽台上的鐵藝裝飾是出自設計師路易·馬若雷勒之手，就連扶梯的欄杆也是他以巴黎歌劇院為靈感設計出來的。

### 吸引客流
此後，巴黎老佛爺百貨也開始舉辦起各種活動。其中，最令人難忘的當屬朱爾·范德林於1919年駕駛著飛機，在商場屋頂上的降落。這位在法國非常受歡迎的飛行員，此後卻因為在巴黎飛行高度過低，被處以罰金。不過，他也作為飛行史上第一個「叛逆者」而名垂青史。不僅如此，5000名兒童於兩年後同時在商場屋頂放飛氣球的盛況，又一次吸引了大批巴黎人在老佛爺百貨聚集。

### 大眾時尚
為了讓所有人都能夠接觸到最新的時尚潮流，泰奧菲爾·巴德購置了生產車間，專門為老佛爺百貨定製自主品牌服飾。
另外，他也清楚地了解到，滿足日益多元化的消費者需求，是巴黎老佛爺百貨必須面臨的考驗。因此，泰奧菲爾·巴德會定期帶著設計師去賽馬場和歌劇院，命其仔細畫下那些時下最流行的裝束。經過設計師的改良及搭配後，這些服裝很快便在老佛爺百貨上櫃銷售。

### 多種經營
老佛爺百貨將商品的銷售領域，延伸拓展到了男裝、家具、玩具及餐具等等。
除此之外，為了能讓更多人接觸藝術、品味藝術，1922年，巴黎老佛爺百貨的La Maîtrise藝術工作室，也在藝術總監莫里斯·迪弗雷納的領導下設立。各式各樣的家具、紡織品、地毯、牆紙、陶器等精美藝術品，也都開始悄然進入普羅大眾們的生活。其中，第一批參與該項目的藝術家就有：夏洛特·貝里安、讓·阿奈和雅克·阿奈。
1932年，跨大西洋郵輪建築師皮埃爾·帕圖以新藝術風格改造了商場，勒內·拉利克還製作了弓形窗戶。

### 戰後巴黎
儘管沉浸在第二次世界大戰後蕭索的氣氛中，老佛爺百貨依然裝飾如新。1950年，艾迪特·皮雅芙為在戰後振奮人心，而在老佛爺百貨商場獻唱。1951年聖誕節期間，老佛爺百貨更是展示了當時全歐洲最高的自動扶梯。上世紀50年代，伴隨著「義大利名品之花」等一系列國際展會的順利召開，標誌著老佛爺百貨進入了一個全新的發展階段。

### 成衣系列
「搖擺」的1960年代，孕育出了一大批年輕的設計師。他們還先後在老佛爺百貨商場推出了自己的成衣系列。其中第一個嶄露頭角的設計師名叫蘿拉，成名於1962年。不久以後，她以桑麗卡·里基耶的名字大獲成功。

### 節日慶典
1980年，老佛爺百貨開始創辦「時尚藝術節」，直至1999年結束。這場「時尚奧斯卡」將評選出老佛爺百貨中的最佳設計品，並邀請眾多知名藝術界領軍人物出席。1984年，老佛爺百貨商場借著召開「法國之星」展覽的機會，為設計師樓層揭幕，其中就包括了讓-保羅·高緹耶和蒂埃里·穆勒的作品。

### 品牌形象
2001年，讓-保羅•古德出任掌管公共關係的要職。首部宣傳片《科蒂希婭•卡斯塔老佛爺百貨奇遇記》也開啟了雙方14年的合作關係。

### 世代相傳的創意
事實上，巴黎老佛爺百貨公司已經作為家族企業傳承了五代，多年來一直與時尚及當代設計保持著密不可分的聯繫。

## 相關資訊
女士時裝部占地1萬5千平方米，展示了超過3百位法國及國際設計師的作品。新時尚的中檔及奢侈品牌、潮流必備裝束、內衣及配飾都可以在品牌區、精品店及快閃店中找到。
男裝部占地8千平方米，展示了從大眾至高端，從男裝、男鞋到配飾在內的250個法國及國際品牌。
童裝部占地5千平方米，為嬰兒、兒童及十六歲以下的青少年提供時裝及玩具。另外，顧客也可以在迪士尼商店內選購一系列玩具及遊戲。

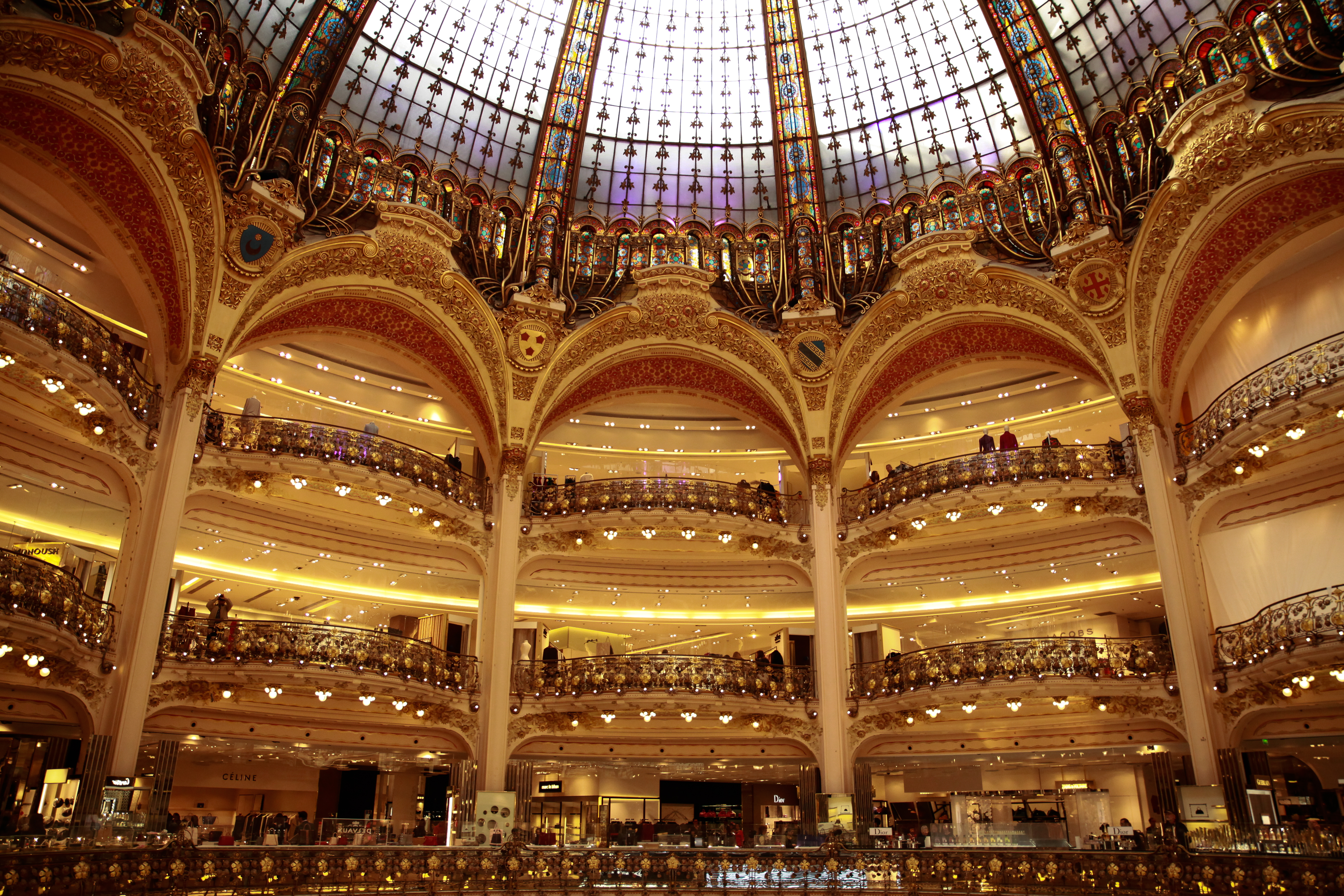
巴黎老佛爺百貨內部

### 家居部
位於主館對面的家居部，涵蓋了餐桌用品、家居擺設、床上用品及廚房烹飪用具等，展現了法式裝飾與生活藝術理念。

### 餐館/酒吧
巴黎老佛爺百貨里，各式各樣的咖啡廳、酒吧和餐廳，為顧客們提供了各類來自世界各地的小吃、飲料和美食。
巴黎老佛爺百貨商場天台擁有一間酒吧、餐館和免費觀景露台，顧客們可以在這裡俯瞰巴黎全景和最具標誌性的巴黎建築，包括艾菲爾鐵塔、蒙帕納斯大樓、榮軍院和巴黎歌劇院等等。

### 藝術空間
巴黎老佛爺百貨公司的藝術空間「Galerie des Galeries」，每年舉辦3至4次活動，為顧客們展示法國，乃至全世界的新星設計佳作。美國藝術攝影師亞歷克斯·普拉格，以好萊塢電影黃金時代為靈感，引發人們對於今日人性與社會的思考。她的個人展覽曾於2015年10月20日至2016年1月23日期間在老佛爺的藝術空間舉辦。

### 各類活動
早在1976年，巴黎老佛爺百貨就因其第一棵懸掛在穹頂之上的聖誕樹而名聲大噪。時至今日，每到重要節日期間，巴黎老佛爺也會推出許多精彩的節日慶祝活動。

### 樓層配置
| 樓層       | 主題                                                                            | 餐廳/設施                       | 車站聯通                      |
| ---------- | ------------------------------------------------------------------------------- | ------------------------------- | ----------------------------- |
| 主館       |                                                                                 |                                 |                               |
| 7          | 觀景台                                                                          | 景觀餐廳                        |                               |
| 6          | 圖書/文具 紀念品 禮品                                                           | 餐廳 Panasia 自助餐             |                               |
| 5          | 兒童時尚 & 童鞋 未來媽咪 玩具與書籍                                             |                                 |                               |
| 4          | 內衣泳裝 旅行箱 運動時尚 Disney Store                                           | Salon Opéra 展演廳              |                               |
| 3          | 流行女裝                                                                        | Starbucks                       |                               |
| 2          | 流行女裝                                                                        | Vue sur coupole 輕食吧 美髮沙龍 |                               |
| 1          | 流行女裝 奢侈品與設計師品牌 首飾與頂級鐘錶 配件                                 | Pierre Hermé Angelina           |                               |
| 0          | 美妝香氛 奢侈品與設計師品牌 高級珠寶和頂級鐘錶 時尚飾品配件 首飾和鐘錶 太陽眼鏡 | 服務台 退稅                     | Haussmann Saint-Lazare        |
| -1         | 女鞋                                                                            | Pierre Hermé VIP 接待處         | Chaussée d'Antin - La Fayette |
| 男士館     |                                                                                 |                                 |                               |
| 3          | 流行男裝 設計師品牌 西裝 襯衫和針織衫                                           | 空橋（往主館二樓）              |                               |
| 2          | 流行男裝 運動 內衣                                                              | 空橋（往主館一樓）              |                               |
| 1          | 流行男裝 男鞋 牛仔褲 運動                                                       | Big Fernand                     |                               |
| 0          | 飾品配件 精品腕錶 香水 太陽眼鏡                                                 | Starbucks Jour                  | Auber                         |
| 家居美食館 |                                                                                 |                                 |                               |
| 3          | 家用織物 寢具 靠墊及家用織品 衛浴用品                                           |                                 |                               |
| 2          | 餐具 餐布 家具擺飾 蠟燭和香氛                                                   |                                 |                               |
| 1          | 烹飪用具 小家電 酒窖 品酒用具 葡萄酒、香檳與烈酒                                |                                 |                               |
| 0          | 法國美食 精緻甜點 烘焙坊 世界美食                                               |                                 |                               |
| -1         | 精品超市                                                                        |                                 |                               |

## 服務設施
位於主館四樓（法國三樓）的自由行貴賓華語接待處提供包括酒店送貨服務、旅遊信息、餐館及計程車預約等一系列便利服務。
顧客們在巴黎老佛爺百貨內均可免費使用無線上網服務。
所有年滿16歲的非歐盟成員國常住居民，都能享受退稅服務。凡在老佛爺百貨里，單日消費滿100.01歐元，即可獲得12％的退稅。
老佛爺百貨還為顧客們提供以下信息及票務服務：交通、博物館、遊樂園（包括巴黎迪士尼樂園）、觀光游、塞納河遊船、夜總會表演、演出及音樂會、酒店，以及外幣兌換。
巴黎老佛爺百貨擁有一支多語種客服團隊，為遊客們提供個人導購及VIP貴賓服務，包括私人包間、時尚諮詢建議、服裝修改、護膚、專車接送、酒店送貨服務等。
迎賓服務台，為顧客們提供多語種接待，並提供一切與商場有關的諮詢服務。
紀念品商店，提供一系列包括禮品及特色美食在內的各類紀念品。

## 交通
- 巴黎地鐵Chaussée d'Antin - La Fayette站
  - 7號線
  - 9號線
- 巴黎地鐵Opéra站
  - 3號線
  - 7號線
  - 8號線
- 大區快鐵A線Auber站
- 大區快鐵E線Haussmann — Saint-Lazare站
- 公車

## 在華分店
- 北京——2013 年 9 月开业（2013 年 10 月正式开业），店铺共六层，总面积 28,000 平方米（ 300,000 平方英尺）。[ 28 ]该店最初由老佛爷百货与香港零售商IT合资经营，但现在中国的所有老佛爷百货均与合生创展集团合作经营。[11]
- 上海——于 2019 年 10 月 25日在浦东陆家嘴L +Mall 开业。
- 深圳——该店于 2023 年 7 月 11 日开业（2023 年 5 月试营业），位于深業上城，占地 4,500 平方米（ 48,000 平方英尺），店内设有Café Kitsuné。[12]
- 重庆——2023 年 9 月 28 日开业。该店位于重庆国际陆海中心内的重庆印象城。[13]
- 澳门——于 2024 年 1 月 26 日开业（经过多次推迟）。该店位于 YOHO Treasure Island Resorts World，与 Forward Fashion (International) Holdings Co. Ltd. 合作经营。[14]

## 外部鏈結
- 老佛爺百貨奧斯曼店官方網站 （页面存档备份，存于）（法文）（英文）（西班牙文）（意大利文）（葡萄牙文）（德文）（俄文）（繁體中文）（简体中文）（日語）（阿拉伯文）（印尼文）（泰文）（土耳其文）

Template:巴黎名勝